# Aristide Compagnoni
Aristide Compagnoni (né le 26 juillet 1910 à Santa Caterina di Valfurva, dans la province de Sondrio, où il est mort le 13 avril 1995) est un ancien fondeur italien.

## Championnats du monde
- Championnats du monde de ski nordique 1937 à Chamonix 
  -  Médaille de bronze en relais 4 × 10 km.
- Championnats du monde de ski nordique 1939 à Zakopane 
  -  Médaille de bronze en relais 4 × 10 km.
- Championnats du monde de ski nordique 1941 à Cortina d'Ampezzo 
  -  Médaille de bronze en relais 4 × 10 km.